# Liuqie
Liuqie är en socken i Kina. Den ligger i provinsen Sichuan, i den sydvästra delen av landet, omkring 340 kilometer sydväst om provinshuvudstaden Chengdu. Antalet invånare är 6 396. Befolkningen består av 3 174 kvinnor och 3 222 män. Barn under 15 år utgör 37 %, vuxna 15-64 år 58 %, och äldre över 65 år 4,0 %.
Genomsnittlig årsnederbörd är 1 233 millimeter. Den regnigaste månaden är juli, med i genomsnitt 279 mm nederbörd, och den torraste är januari, med 6 mm nederbörd.